# Yousef Erakat
Yousef Saleh Erakat (/ˈjuːsəf ˈsælə ˈɛrəkæt/; sinh ngày 22 tháng 1 năm 1990), thường được biết đến với tên FouseyTube (cách điệu fouseyTUBE), là một nhân vật YouTube, vlogger, hài kịch, diễn viên trò đùa, diễn viên, và rapper người Mỹ đạo diễn các video nhại lại, vlog, hài kịch phác thảo, và trò đùa trên YouTube.

## Giải thưởng và đề cử
| Năm              | Người đề cử        | Thể loại                                  | Giải thưởng        | Kết quả   | Ref.  |  |  |  |
| ---------------- | ------------------ | ----------------------------------------- | ------------------ | --------- | ----- |  |  |  |
| 2014             | fouseyTUBE         | Pranks                                    | 4th Streamy Awards | Đề cử     | [ 2 ] |  |  |  |
| 2015             | fouseyTUBE         | YouTube Comedian                          | Giải Shorty        | Đề cử     | [ 3 ] |  |  |  |
| 2015             | fouseyTUBE         | YouTube Star of the Year presented by A&E | Giải Shorty        | Đề cử     | [ 3 ] |  |  |  |
| 2015             | fouseyTUBE         | YouTube Star of the Year presented by A&E | Giải Shorty        |           | [ 3 ] |  |  |  |
| 2015             | Snapchatter        | Đề cử                                     |                    |           |       |  |  |  |
|                  |                    |                                           |                    |           |       |  |  |  |
| Pranks           | 5th Streamy Awards | Đề cử                                     | [ 4 ]              |           |       |  |  |  |
|                  | 5th Streamy Awards |                                           |                    |           |       |  |  |  |
| Show of the Year | Đoạt giải          | [ 5 ]                                     |                    |           |       |  |  |  |
|                  |                    |                                           |                    |           |       |  |  |  |
| 2016             | DOSEofFOUSEY       | First Person                              | 6th Streamy Awards | Đề cử     | [ 6 ] |  |  |  |
| 2016             | Yousef Erakat      | Entertainer of the Year                   | 6th Streamy Awards | Đoạt giải | [ 6 ] |  |  |  |

## Điện ảnh
| Năm  | Tên                      | Vai      | Chú thích          |
| ---- | ------------------------ | -------- | ------------------ |
| 2014 | Twin Blocked (Short)     | Trevor   |                    |
| 2016 | We Love You              | Ford     |                    |
| 2016 | Experiment 88            | Himself  | YouTube Red series |
| 2016 | Boo! A Madea Halloween   | Jonathan |                    |
| 2017 | Boo 2! A Madea Halloween | Jonathan |                    |
| 2017 | "#RealityHigh"           | Himself  |                    |